# Чилиа, Дэвид
Дэвид Чилиа (англ. David Chilia; род. 10 июня 1978, Порт-Вила) — бывший вануатский футбольный вратарь, играл за национальную сборную.

## Биография

### Игровая карьера
Чилиа начал карьеру в клубе «Тупуджи Имере», за который затем отыграл 6 сезонов.
В 2004 году перешёл в «Тафеа», в составе которого выиграл 4 чемпионских титула, а в 2011 году завершил карьеру в этой команде в возрасте 33 лет. Помимо этого в 2009 году играл на правах аренды за «Порт Вила Шаркс».
Играл за сборную Вануату, за которую сыграл 26 матчей, в качестве основного вратаря играл на трёх Кубках наций ОФК (1998, 2004, 2008), на которых сборная Вануату не выходила из группы.

### Тренерская карьера
После завершения карьеры стал работать тренером вратарей в «Эракор Голден Старс».
В 2013 году стал главным тренером «Тупуджи Имере».

## Достижения
«Тафеа»
- Чемпион Вануату (5) : 2004, 2005, 2006, 2007.